# فارن‌بورو، همپشر

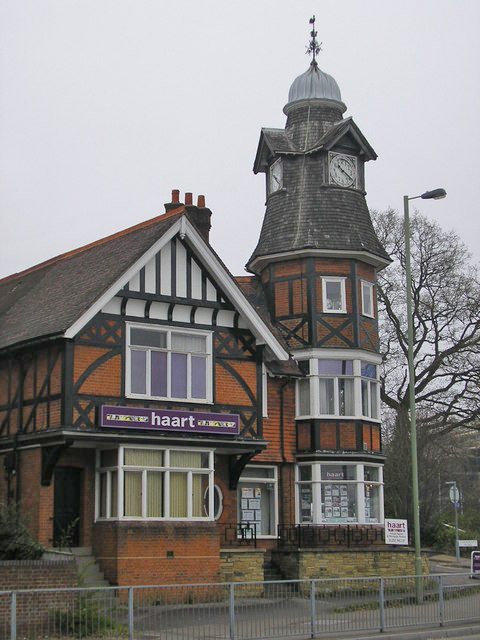
نمایی از ساختمان برج ساعت در فارن‌بورو، همپشایر، بریتانیا - ۲۰۰۹

فارن‌بورو، همپشایر (به انگلیسی: Farnborough) شهری در منطقهٔ نیوکاسل اپان تاین کشور انگلستان است که این کشور خود بخشی از بریتانیا محسوب می‌شود. این شهر در سال ۱۹۹۱ میلادی ۵۲٫۵۳۵ نفر جمعیت داشته و در سرشماری سال ۲۰۰۱ جمعیت آن به ۵۷٫۱۴۷ نفر رسیده‌است. میزان رشد سالانهٔ جمعیت فارن‌بورو، همپشایر ‎-۰٫۰۹ درصد می‌باشد و جمعیت این شهر در سال ۲۰۱۲ به ۵۶٫۵۶۲ نفر تغییر یافت.
مرکز تحقیقات اطلاعات پرواز بریتانیا که یکی از سه مرکزی است که در اروپا، اطلاعات ثبت شده در جعبه سیاه هواپیماها را بررسی می‌کند، در این شهر واقع شده‌است.